# Hymne à l'amour
Hymne à l'amour è una canzone interpretata da Édith Piaf con musica di Marguerite Monnot; fu registrata il 2 maggio 1950.

## Il brano
La Piaf la scrisse in memoria del grande amore della sua vita, il pugile francese Marcel Cerdan, morto nel 1949 in un incidente aereo. Questa canzone dai toni tristi e profondi costituisce uno dei maggiori successi di Edith Piaf ed è tutt'oggi associata ai ricordi della Parigi esistenzialista del dopoguerra e simbolo di un certo modo di affrontare la vita. La canzone, in qualche maniera, deve la sua fortuna anche per esser riuscita a rispecchiare la reale situazione di moltissime coppie divise dal secondo conflitto mondiale, allora da poco cessato.
Dopo Edith Piaf questa canzone venne ripresa in tempi successivi da altri cantanti (con piccole variazioni del testo nel caso il cantante fosse un uomo, come avvenne con la versione di Johnny Hallyday). In inglese diventa If You Love Me (Really Love Me) cantata fra le altre da Kay Starr (1954). Nel Québec francofono la cantante Nicole Martin l'ha usata come titolo per il suo album del 1976 e l'Hymne à l'amour divenne uno dei suoi maggiori successi. Nel 2010 ne è stata registrata una cover dalla cantante giapponese Utada Hikaru, con testo parte originale in francese e parte nuovo in giapponese. La canzone è stata anche reinterpretata da vari artisti americani, tra i quali Jeff Buckley, grande ammiratore della chanteuse.
Il titolo di questa canzone ha ispirato il titolo al romanzo omonimo di Anne Wiazemsky.

## Cover di Utada Hikaru
Hymne à l'amour è stata reinterpretata nel 2010 dalla cantante giapponese Utada Hikaru, e con il titolo Hymne à l'amour (Ai no Anthem) è stata pubblicata come primo singolo estratto dalla raccolta Single Collection Vol. 2.

## Cover di Celine Dion
Nel 2024 la cantante canadese Celine Dion interpreta una toccante versione del brano a conclusione della Cerimonia di apertura dei Giochi della XXXIII Olimpiade, cantando su un palco sospeso al primo piano della Tour Eiffel. L'esibizione riscuote un successo mondiale, sia per l'intesità dell'interpretazione che perché la cantante non cantava in pubblico da circa 4 anni in seguito alla diagnosi di sindrome della persona rigida . Nelle ore seguenti all'esibizione, la canzone Hymne à l'amour è stata di tendenza su vari social network ed è tornata nelle classifiche di molti paesi.